# Franciszek Supernak
Franciszek Supernak (ur. 21 stycznia 1934 w Sosnowcu, zm. 25 września 2002 w Poznaniu) – polski robotnik, działacz społeczny i antykomunistyczny. 

## Życiorys
Początkowo pracował jako górnik, ale przeprowadził się do Poznania i w 1958 podjął pracę w Miejskim Przedsiębiorstwie Komunikacyjnym, z którym związał się do 1994, tj. do przejścia na emeryturę. Wykonywał tam zawód montera sieci trakcyjnej.  
Uczestniczył w demonstracjach w trakcie wydarzeń czerwcowych w 1956. Od 1980 działał w NSZZ Solidarność. Odsłaniał tablicę pamiątkową przy ul. Gajowej poświęconą pracownikom komunikacji miejskiej z okazji 25. rocznicy Poznańskiego Czerwca 1956. Był też działaczem społecznym. 
Pochowany został na poznańskim cmentarzu Jeżyckim. 
Miał żonę, Genowefę (1929-2011). 

## Odznaczenia
Został odznaczony m.in.: 
- Złotym Krzyżem Zasługi,
- Kombatanckim Krzyżem Zasługi,
- Krzyżem Zasługi „Semper Fidelis”,
- Krzyżem Powstania Poznańskiego Czerwca 1956 (za czynny udział zbrojny),
- Złotym Medalem Opiekuna Miejsc Pamięci Narodowej[1].